# Хант, Фрэнк Уильямс
Фрэнк Уи́льямс Хант (англ. Frank Williams Hunt; 16 декабря 1861, Луисвилл, Кентукки — 25 ноября 1906, Бойсе, Айдахо) — 5-й губернатор Айдахо.

## Биография
Фрэнк Уильямс Хант родился 16 декабря 1861 года в крупнейшем городе Кентукки Луисвилле. После получения среднего образования он в 1888 году переехал на территорию Айдахо, где занялся горным делом. Политическая карьера Ханта началась с должности в легислатуре Айдахо, в которой он служил с 1893 по 1894 годы. Будучи членом легислатуры, Хант в том числе участвовал в принятии закона Айдахо о горнодобыче.
После того как началась Испано-американская война 1898 года Хант записался в армию добровольцем. К концу войны он дослужился до капитана. После демобилизации Хант продолжил политическую карьеру. В 1900 году он избрался губернатором Айдахо от демократической партии. За время его правления штат экономическое положение штата, пошатнувшееся после нескольких лет спада, начало улучшаться; увеличился приток иммигрантов. Хант также добился учреждения восьмичасового рабочего дня на законодательном уровне. 11 марта 1901 года он подписал указ о создании в Покателло Академии Айдахо, ныне являющейся Университетом штата Айдахо. В 1902 году Ханту не удалось переизбраться на второй срок, после чего он занял должность вице-президента одной из горнодобывающих компаний Невады.
Фрэнк Хант был женат на Рут Мэйнард, от которой имел двоих детей. 25 ноября 1906 года он скоропостижно скончался в возрасте 34 лет от воспаления лёгких.